# Enjijus megacephalus
Enjijus megacephalus – gatunek błonkówki z rodziny Pergidae, jedyny przedstawiciel rodzaju Enjijus.

## Taksonomia
Gatunek ten został opisany w 1940 roku przez Roberta Bensona jako Acorduleceros megacephalus. Jako miejsce typowe podano brazylijski stan Pernambuco. Holotypem był samiec. W 1990 roku David Smith przeniósł go do osobnego rodzaju Enjijus.

## Zasięg występowania
Ameryka Południowa, notowany w Brazylii, w stanach Pernambuco, São Paulo i Sergipe we wsch. części kraju.

## Biologia i ekologia

### Odżywianie
Rośliną żywicielską jest gujawa pospolita z rodziny mirtowatych. Gąsienice drążą korytarze wewnątrz młodych pędów od wierzchołka w dół.

### Rozród
Samice składają jaja pojedynczo, we wnętrzu młodych pędów w pobliżu ich wierzchołków. Zerowanie gąsienic trwa ok. 9 dni, po czym wygryzają one dziurę w gałązce i spadają do gleby gdzie następuje przepoczwarczenie. Imago pojawiają się po upływie 9–17 dni. Aktywność larw zaobserwowano na początku pory deszczowej.